# لانا زركال
أولينا فولوديميريفنا زركال (بالأوكرانية: Олена Володимирівна Зеркаль) (من مواليد 24 يونيو 1973)، المعروفة على نطاق واسع باسم لانا زركال، هي دبلوماسية أوكرانية. النائب السابق لوزير خارجية أوكرانيا للتكامل الأوروبي، تم تعيينها في منصبها في عام 2014. عملت أيضًا لمدة 12 عامًا في وزارة العدل منذ عام 2001 مديرة لقسم القانون الدولي (2001-2005)، مديرة وزارة الخارجية حول تقريب التشريعات (2005-2011) ومديرة إدارة الاتصال مع سلطات الدولة الاوكرانية  (2011-2013).